# Sanyutei Enraku
Sanyutei Enraku (三遊亭 円楽?  Sumida, 14 de febrero de 1950-30 de septiembre de 2022) fue un comediante de rakugo japonés, conocido por integrar el espectáculo de comedia shōten de Nippon TV.

## Carrera
Nacido en Sumida, el verdadero nombre de Enraku era Yasumichi Ai (會 泰通?), y se convirtió en aprendiz del rakugoka Sanyutei Enraku Ⅴ en 1970 a la edad de 20 años, asumiendo el nombre de San'yūtei Rakutarō (三遊亭 楽太郎?).

## Kōzame
- Sanyutei Rakutaro (三遊亭 楽太郎?  1970-2009)
- Sanyutei Enraku VI (六代目三遊亭 円楽?  2010-)